# Шешир професора Косте Вујића (ТВ серија)
Шешир професора Косте Вујића је ТВ серија из 2013. године. Режирао је Здравко Шотра по роману „Шешир професора Косте Вујића“ Милована Витезовића, са Александром Берчеком у улози професора Косте Вујића.
Серија је приказана на Првој српској телевизији.
Од сниманог материјала је направљен истоимени филм који је своју премијеру имао у Београду у 1. фебруара 2012. године.

## Радња серије
У овој серији обрађује се истинита прича о познатом професору немачког језика у Првој београдској гимназији, Кости Вујићу. Обрађено је време када је професор Вујић био разредни старешина матурантима који су касније постали интелектуални врх српског народа. Његови ђаци, између осталих, били су: Михаило Петровић Алас, Милорад Митровић, Јован Цвијић, Јаков Продановић, Павле Поповић, Љубомир Стојановић...

## Епизоде
Серију чини осам епизода:
- Епизода 1.
- Епизода 2.
- Епизода 3.
- Епизода 4.
- Епизода 5.
- Епизода 6.
- Епизода 7.
- Епизода 8.[4]

## Улоге
| Глумац               | Улога                                |
| -------------------- | ------------------------------------ |
| Александар Берчек    | Професор немачког језика Коста Вујић |
| Милош Биковић        | Михаило Петровић Алас                |
| Александар Радојичић | Милорад Митровић                     |
| Љубомир Булајић      | Јован Цвијић                         |
| Андрија Даничић      | Јаша Продановић                      |
| Матеја Поповић       | Павле Поповић                        |
| Бранимир Брстина     | Професор Зечевић                     |
| Драган Јовановић     | Професор војне обуке Станић          |
| Војин Ћетковић       | Директор Ђура Козарац                |
| Иван Босиљчић        | Професор Мокрањац                    |
| Предраг Ејдус        | Професор француског језика           |
| Зоран Цвијановић     | Професор математике Стојковић        |
| Тамара Алексић       | Министрова ћерка Мирјана Маринковић  |
| Весна Чипчић         | Министрова жена                      |
| Марко Баћовић        | Министар Маринковић                  |
| Драгомир Чумић       | Господин Милосављевић                |
| Младен Совиљ         | Василије Симић                       |
| Урош Јаковљевић      | Бранислав Рајић                      |
| Никола Ранђеловић    | Љубомир Стојановић                   |
| Давор Перуновић      | Велимир Стојановић                   |
| Миодраг Радовановић  | Станодавац Ивковић                   |
| Игор Ђорђевић        | Живојин Мишић                        |
| Стеван Пиале         | Васић                                |
| Немања Милуновић     | Ученик                               |
| Исидора Јанковић     | Милица                               |
| Небојша Дугалић      | Јован Јовановић Змај                 |
| Александар Срећковић | Краљ Милан                           |
| Славиша Чуровић      | Цариник                              |
| Бранко Јеринић       | Каменорезац Крунослав                |
| Соња Ковачевић       | Мила                                 |
| Зинаида Дедакин      | Госпођа Пешић                        |
| Небојша Илић         | Бурегџија Сима                       |
| Иван Јевтовић        | Сељак са коњем                       |
| Јаков Јевтовић       | Пуковник Блазнавац                   |
| Милан Михаиловић     | Господин Јован Миловановић           |
| Вања Милачић         | Власница кројачке радње              |
| Душан Почек          | Јосип Каљевић                        |